# أوليغ سكوبينتسيف
أوليغ سكوبينتسيف (بالروسية: Скопинцев, Олег Александрович) مواليد 15 أبريل 1984 في كراسنودار، هو لاعب كرة يد روسي يلعب كجناح أيسر. يلعب حاليا مع نادي موتو زاباروجي لكرة اليد ويحمل الرقم 9. مثل منتخب روسيا لكرة اليد.

## سجل المنافسة
شارك في البطولات التالية:
- بطولة العالم لكرة اليد للرجال 2015
- بطولة أوروبا لكرة اليد للرجال 2014

## روابط خارجية
- أوليغ سكوبينتسيف على موقع الاتحاد الأوروبي لكرة اليد (الإنجليزية)